# Косалари
Косалари (груз. ქოსალარი, азерб. Kosalar) — село Тетрицкаройского муниципалитета, края Квемо-Картли республики Грузия со 100 %-ным азербайджанским населением. Находится в юго-восточной части Грузии.

### Топоним
Топоним села Косалари в переводе с азербайджанского языка на русский язык означает «Безбородый».

## География
Граничит с городами Тетри-Цкаро, Болниси, Марнеули, селами Дагети, Самшвилде, Цинцкаро, Хаиши, Диди-Дурнуки, Патара-Дурнуки, Голтети, Шавсакдари, Мацевани, Парцхиси, Саграшени, Чхиквта, Тбиси, Богви, Джорджиашвили, Ардисубани, Абелиани и Хописи Тетрицкаройского Муниципалитета, а также с селами Хидискури, Саванети, Самтредо, Чапаала, Балахаури, Мцкнети, Рачисубани, Нахидури, Цуртави, Паризи, Ратевани, Званети и Ванати Болнисского Муниципалитета.

## Население
По данным Государственного статистического комитета Грузии, согласно официальной переписи 2002 года, численность населения села Косалари составляет 1056 человек и на 100 % состоит из азербайджанцев.Сегодня население Косалари составляет 633 человека (2016 г.).

## Экономика
Население в основном занимается овцеводством, скотоводством ,овощеводством и Сельское хозчйство.

## Достопримечательности
- Средняя школа
- Мечеть

## Известные уроженцы
- Будаглы Этибар Элчиев - рекордсмен, который без поддержки рук, с помощью внутренней энергии может удерживать на своем теле металлические предметы. Элчиев является инструктором по восточным видам единоборств. Свой первый рекорд он установил в декабре 2011 года в Тбилиси, сумев удержать одновременно на теле 50 металлических ложек, без помощи рук. В 2012 году проделал тот же самый трюк, но уже с грузом общим весом в 106 кг, затем в 146 кг. За свои способности был прозван «человеком-магнитом». Весной 2012 года Этибар Будаглы Элчиев уже принял участие в большом телевизионном шоу рекордов, состоящем из семи сезонов, в столице Италии, городе Риме. Летом 2012 года успешно прошёл в Германии проверочные тесты и в октябре 2012 года принял участие в шоу рекордов в городе Лейпциг.[7] [неавторитетный источник]
- Будагов Мамед Хасан оглы - участник ВОВ, погиб 23 ноября 1943 года при деревне Максименки, Белорусской ССР.[8]
- Будаков Махарам Намаз-оглы -  участник ВОВ, 1911 года рождения, был призван на защиту Родины в январе 1942 года с территории Грузинской ССР. Буквально за несколько месяцев до этого, зимой 1941 года, в молодой семье родился сын. Погиб Махарам Будаков на территории Германии в феврале 1945 года в бою под городом Будапешт. Из-за ошибки в базе данных он числится как Будаков Магарелаш Намаз-оглы.